# 櫻井寶螺
櫻井寶螺（学名：Cypraea sakurai）为寶螺科寶螺屬下的一个种。